# Xã North Heidelberg, Quận Berks, Pennsylvania
Xã North Heidelberg (tiếng Anh: North Heidelberg Township) là một xã thuộc quận Berks, tiểu bang Pennsylvania, Hoa Kỳ. Năm 2010, dân số của xã này là 1.214 người.